# Rainer Dahlem
Rainer Dahlem (* 18. Dezember 1946 in Oberndorf am Neckar) ist ein deutscher Gewerkschafter (GEW).

## Leben und Beruf
Dahlem besuchte Grundschule und Progymnasium in Oberndorf und anschließend das Leibniz-Gymnasium in Rottweil. Nach dem Abitur 1967 studierte er an der Pädagogischen Hochschule Ludwigsburg Deutsch und Politik und ab 1970 an der Berufspädagogischen Hochschule Stuttgart. 1972 legte er die zweite Prüfung für das Lehramt an Berufs- und Berufsfachschulen ab, war dann zunächst Lehrer an der Gewerblichen Schule in Öhringen und von 1975 bis 2008 Lehrer an der Wilhelm-Maybach-Schule Heilbronn. Er verfasste mehrere Schulbücher. Seit 1978 ist Dahlem Vorsitzender der Volksbühne Heilbronn e. V., von 1985 bis 2002 war er stellvertretender Vorsitzender des Theatervereins Heilbronn.

## GEW und Politik
Dahlem ist seit 1969 Mitglied der Gewerkschaft GEW und der SPD. Von 1968 bis 1970 war er AStA-Vorsitzender der Pädagogischen Hochschule Ludwigsburg, von 1976 bis 1986 GEW-Kreisvorsitzender in Heilbronn und von 1991 bis April 2008 GEW-Landesvorsitzender (Wiederwahl 1992, 1995, 2000 und 2004). Damit war er der dienstälteste Landeschef seiner Gewerkschaft. Es folgte ihm in dieser Funktion seine bisherige Stellvertreterin Doro Moritz. Dahlem ist Geschäftsführer des GEW-eigenen Süddeutschen Pädagogischen Verlags (SPV).
Im Jahr 2005 wollte Dahlem im Wahlkreis Heilbronn für den Deutschen Bundestag kandidieren, unterlag jedoch in der SPD-Nominierungskonferenz überraschend dem Kfz-Mechaniker und Audi-Betriebsrat Josip Juratović. Seit 2009 ist er für die SPD Mitglied des Gemeinderats in Schwaigern.

## Auszeichnungen
2007 erhielt Dahlem die Verdienstmedaille des Landes Baden-Württemberg.

## Schriften
- Rainer Dahlem, Hans-Peter Lückge und Barbara Meinecke: Mitgestalten. (Ausgabe Baden-Württemberg und Hessen. Broschiert, Juni 2005.)
- Roland Dosch, Rainer Dahlem: Betrifft Sozialkunde. Lehrbuch und Arbeitsbuch. (Ausgabe Rheinland-Pfalz, Thüringen, Saarland, Brandenburg und Schleswig-Holstein. Broschiert, April 1999.)
- Claus H. Brasch, Roland Dosch und Rainer Dahlem: Betrifft Wirtschaft / Politik. (Ausgabe Schleswig-Holstein. Broschiert, März 1999.)